# Майкъл Браун (астроном)
Вижте пояснителната страница за други личности с името Майкъл Браун.
Майкъл Браун е асоцииран професор по планетарна астрономия в Калифорнийския технологичен институт от 2002 г. Той е откривател на транснептунови обекти. Негови открития са:
- 90482 Оркус
- 50000 Кваоар
- 90377 Седна
- 2003 UB313

Спори с испанския астроном Хосе Луис Ортис за откривателството на 2003 EL61.
На 5 януари 2005 г. Ерида, най-голямата планета джудже в Слънчевата система, e открита от научния екип на Майкъл Браун при изучаване на снимки, направени в обсерватория Паломар на 21 октомври 2003 г.